# Urbeleskarspitze
L'Urbeleskarspitze est un sommet des Alpes, à 2 632 m d'altitude, dans les Alpes d'Allgäu, et en particulier dans la chaîne de Hornbach, en Autriche (Land du Tyrol).